# Księginice (powiat średzki)
Księginice – wieś w Polsce, położona w województwie dolnośląskim, w powiecie średzkim, w gminie Miękinia, na Nizinie Śląskiej, a dokładniej na Równinie Wrocławskiej, na Dolnym Śląsku.
| SIMC    | Nazwa   | Rodzaj     |
| ------- | ------- | ---------- |
| 0877364 | Warzyna | przysiółek |

W latach 1954–1959 wieś należała i była siedzibą władz gromady Księginice, po jej zniesieniu w gromadzie Miękinia. W latach 1975–1998 wieś należała administracyjnie do województwa wrocławskiego.
Wieś o charakterze wielodrożnicowym i rozproszonej zabudowie na kanwie swobodnego układu dróg.
Obszar wsi objęto strefą ochrony krajobrazu kulturowego.
W Księginicach działa świetlica wiejska.
W północnej części wsi znajduje się przystanek kolejowy Księginice.